# Преузимање дуга
Преузимање дуга је уговор који закључују дужник и треће лице о томе да убудуће то треће лице буде дужник, да ступи на место дужника у облигацији. Неопходан услов да би уговор о преузимању дуга произвео правна дејства је пристанак повериоца.
О закљученом уговору повериоца може известити било дужник, било треће лице (преузималац) а поверилац може саопштити свој пристанак на преузимање дуга сваком од ових лица.
Постоје различита теоријска тумачења правне природе преузимања дуга. Једно решење, иначе прихваћено и у ЗОО преузимање дуга посматра као уговор између дужника и преузимаоца, за који је потребна сагласност повериоца.
Друго решење је такво да је преузимање дуга уговор између повериоца и преузимаоца, док се по праву Немачке, преузимање дуга може извршити на оба ова начина.

## Изјава повериоца
Поверилац може на различите начине да изјави вољу поводом преузимања дуга.
1. Изричита изјава
Поверилац може своју вољу исказати изречном изјавом воље коју ће упутити било свом дужнику, било трећем лицу које је са дужником закључило уговор о преузимању дуга.
2 - Конклудентна радња
Конклудентна радња је она чији непосредан циљ није изјава воље, али на основу које се са сигурношћу може закључити да воља одређене садржине постоји. Претпоставља се да је поверилац дао свој пристанак, ако је без ограде примио неко испуњење од трећег лица (преузимаоца) које је овај учинио у своје име.
3 - Ћутање повериоца
Сваки од уговарача (заједно или посебно) могу позвати повериоца да се у одређеном року изјасни да ли пристаје на преузимање дуга или не. Ако се у датом року поверилац не изјасни сматра се да није дао свој пристанак.
У времену док се поверилац не изјасни, као и у случају да не да свој пристанак уговор о преузимању дуга неће бити ништав, али неће производити правна дејства уговора о преузимању дуга, већ дејства уговора о преузимању испуњења.
Кад нема пристанка повериоца, уговор о преузимању дуга се конвертује у уговор о преузимању испуњења, тако да он нема дејство према повериоцу већ само између лица која су га закључила.
Иако је правило да ћутање повериоца, уколико је протекао рок за давање пристанка, значи одбијање од овог правила постоји један изузетак. Тај изузетак ће постојати у случају да је дуг обезбеђен хипотеком. Када је хипотекарни дужник уједно и сопственик ствари тада су и потраживање и хипотека управљени ка њему. Уколико такав дужник прода ствар која је под хипотеком право хипотекарног повериоца ће пратити ствар у правном промету (право следовања). Поверилац ће имати право залоге (хипотеку) иако је она променила сопственика. Поред преноса права својине на хипотекованој ствари дужник и купац те ствари могу да закључе уговор о преузимању дуга. Тако ће купац не само стећи својину већ ће преузети дуг поводом кога је хипотека на ствари и конституисана. Купац постаје дужник и потраживања и хипотеке а онај ко је раније био и дужник и сопственик непокретности у потпуности излази из обавезе. У овом случају постоји могућност да се ћутање повериоца сматра пристанком на преузимање дуга под следећим условима:
1. хипотекарни дужник је писмено обавестио повериоца о уговору који је закључио са преузимаоцем и у том је садржан и позив да се изјасни.
2. поверилац у року од три месеца није одбио да да пристанак.
3. у писменом позиву повериоцу је скренута пажња да ће се његово неизјашњавање у предвиђеном року тумачити као пристанак. Уколико се повериоцу не скрене пажња на последицу ћутања сматра се да позив није ни упућен. Да би поверилац спречио да уговор о преузимању дуга производи правна дејства он мора у предвиђеном року изричито да одбије да да пристанак.

## Правна дејства преузимања дуга
Ако поверилац пристане на уговор дужника и трећег лица (преузимаоца), преузималац ступа на место пређашњег дужника, а дужник излази из облигације (ослобађа се обавезе). Између повериоца и преузимаоца постоје исте обавезе које су до тада постојале између дужника и повериоца.
Споредна права која су постојала на потраживању остају и даље (право на камату, уговорну казну, капару, одустаницу и др.), али јемства и залоге које су дала трећа лица престају ако јемци и залогодавци не пристају да одговарају и за новог дужника.
Посебна правила важе за камату. Ако поверилац није наплатио камате доспеле до преузимања дуга, преузималац редовно не одговара за њих, али се може уговорити супротно (може се уговорити између дужника и преузимаоца да преузмалац одговара за те камате, тако да та чињеница може да некад чак определи повериоца да пристане на преузимање).
Преузималац може према повериоцу истаћи све приговоре које је имао пређашњи дужник из правног односа из ког потиче преузети дуг. Али преузималац може истаћи и приговоре које он има према повериоцу. Преузималац не може истаћи према повериоцу приговоре које има према дужнику. Поверилац не мора водити рачуна о том односу.
Преузимањем дуга обавеза дужника престаје па он самим тим нема више никакве обавезе према повериоцу. Он не гарантује повериоцу да ће му преузималац испунити обавезу и ризик ненаплативости преузетог дуга сноси поверилац.
Међутим, ако је у време кад је поверилац дао пристанак преузималац био презадужен, а поверилац то није знао нити је морао знати, уговор о преузимању дуга се конвертује у уговор о приступању дугу. Стари дужник не излази из обавезе већ сада постоје два дужника (трећи постаје дужник уз првог дужника и солидарно одговара са њим).